# Lago Verde (Chile)
Lago Verde ist eine Kommune im Süden Chiles. Sie liegt in der Provinz Coyhaique in der Región de Aysén. Sie hat 852 Einwohner und liegt ca. 150 Kilometer nördlich von Coyhaique, der Hauptstadt der Region.

## Geschichte
Ursprünglich wurde das Gebiet in Patagonien von den Tehuelchen bewohnt. Diese waren nomadische Jäger und Sammler und ernährten sich zumeist von heimischen Tieren wie dem Guanako, Huemul oder auch dem Nandu. Die Kolonialisierung des Gebiets begann ab 1914. In den folgenden Jahrzehnten wurden auf dem Gebiet der Kommune mehrere große Estancias, vor allem zur Viehwirtschaft, gegründet, darunter auch die Sociedad Ganadera Cisnes, mit über 100.000 Hektar Landfläche eine der Größten der Region.
Ab 1936 wurden als erstes kleines Dorf auf dem Gebiet der Kommune Lago Verde gegründet, 1966 folgte Villa La Tapera und 1982 Villa Amengual. Die Kommune als solche wurde offiziell 1979 gegründet. 1992 wurde eine Straße fertiggestellt, die Lago Verde mit La Junta und somit auch mit der Carretera Austral und dem Rest der Region verbindet. Dadurch ist die Kommune seitdem nicht mehr ganz so abgeschieden.

## Demografie und Geografie
Laut der Volkszählung aus dem Jahr 2017 leben in Lago Verde 852 Einwohner, davon sind 494 männlich und 358 weiblich. 100 % leben in ländlichem Gebiet. Die Kommune setzt sich aus der Hauptgemeinde Lago Verde (mit 274 Einwohnern) und den zwei Dörfern Villa La Tapera (mit 194 Einwohnern) und Villa Amengual (mit 121 Einwohnern) zusammen. Die restlichen Bewohner leben verstreut abseits der Dörfer. Die Kommune hat eine Fläche von 5622,3 km² und grenzt im Norden an Palena in der Región de Los Lagos, im Osten an das Departamento Tehuelches in der argentinischen Provinz Chubut, im Süden an Coyhaique und im Westen an Cisnes.
Die Kommune befindet sich im äußersten Nordosten der Region. Die Landschaft besteht aus immergrünen Wäldern, Patagonischer Steppe, Seen und Gletschern. Wichtig sind ebenfalls die beiden Flüsse, die durch die Kommune fließen, der Río Figueroa und der Río Cisnes. Teile des Parque Nacional Queulat befinden sich auf dem Gebiet von Lago Verde.

## Wirtschaft und Politik
In Lago Verde gibt es 12 angemeldete Unternehmen. Die Hauptwirtschaftsleistung stammt aus der Landwirtschaft, genauer gesagt der Viehzucht.
Der aktuelle Bürgermeister von Lago Verde ist Nelson Opazo López von der rechtskonservativen UDI. Auf nationaler Ebene liegt Lago Verde im 59. Wahlkreis, der die gesamte Region Aysén umfasst.

## Fotogalerie

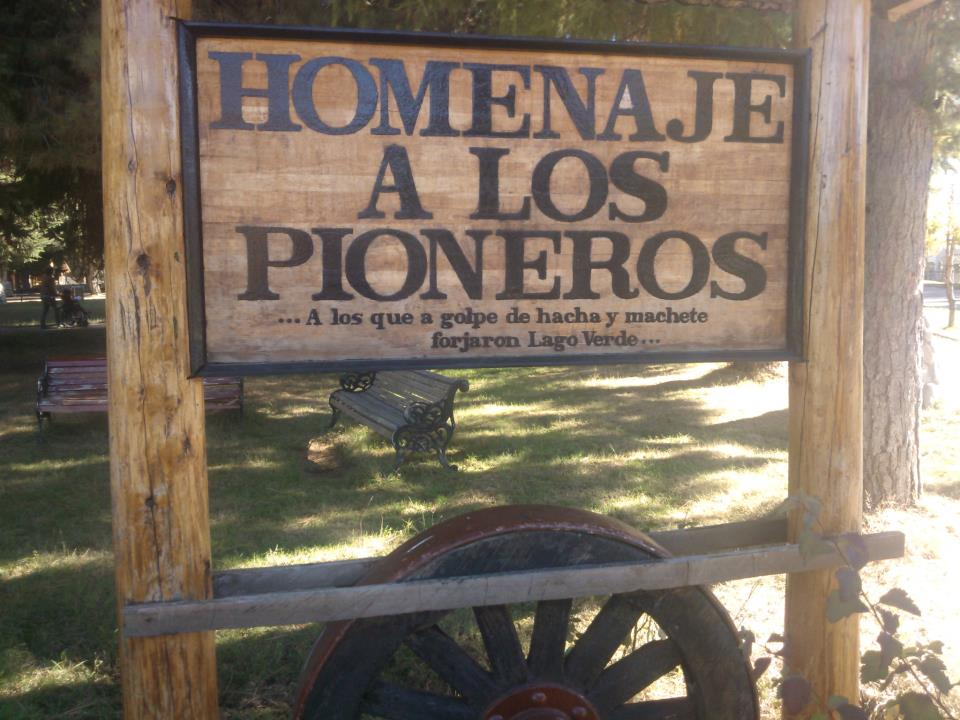
Schild auf dem Plaza in Lago Verde
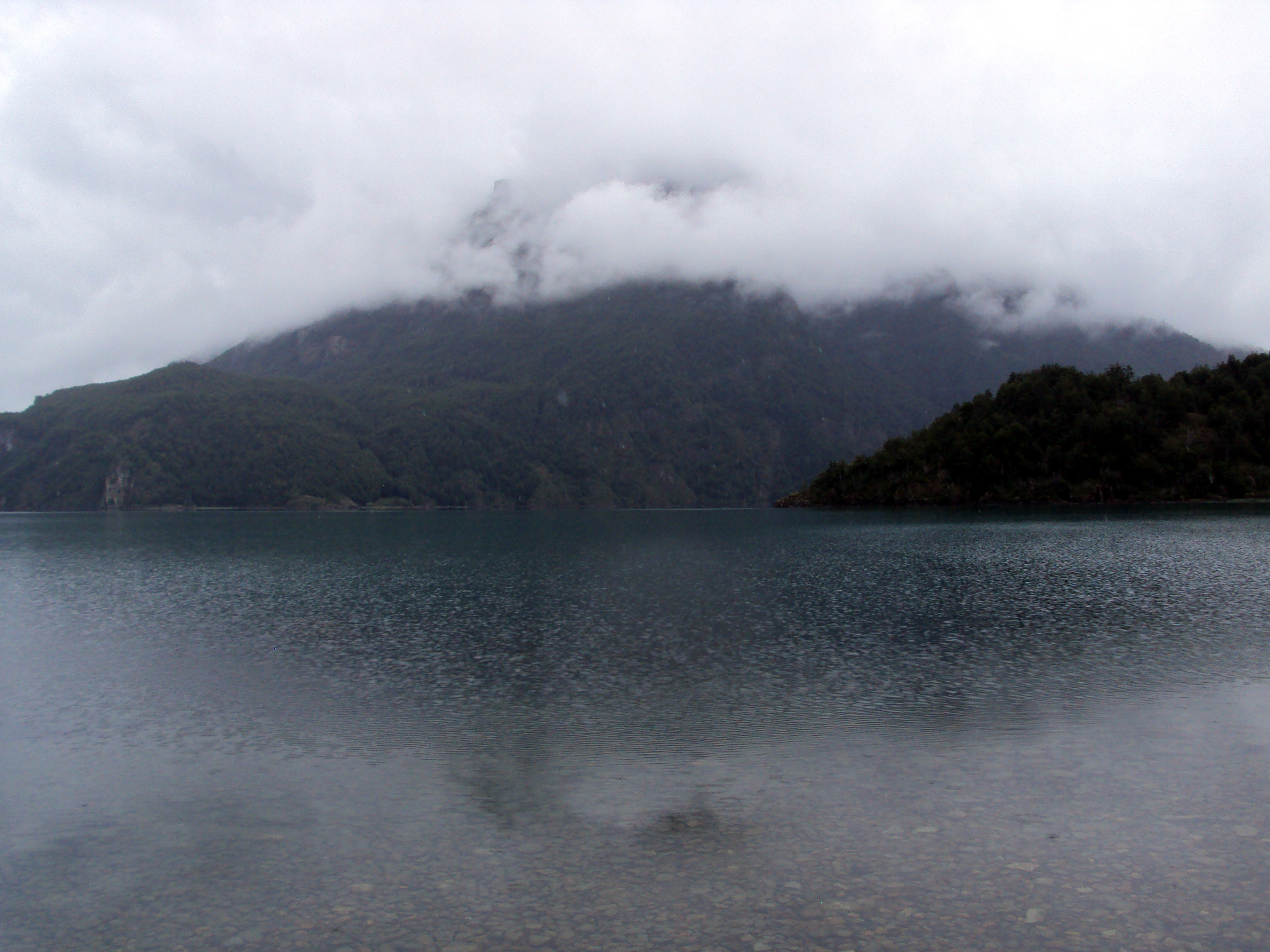
Der See Lago Verde
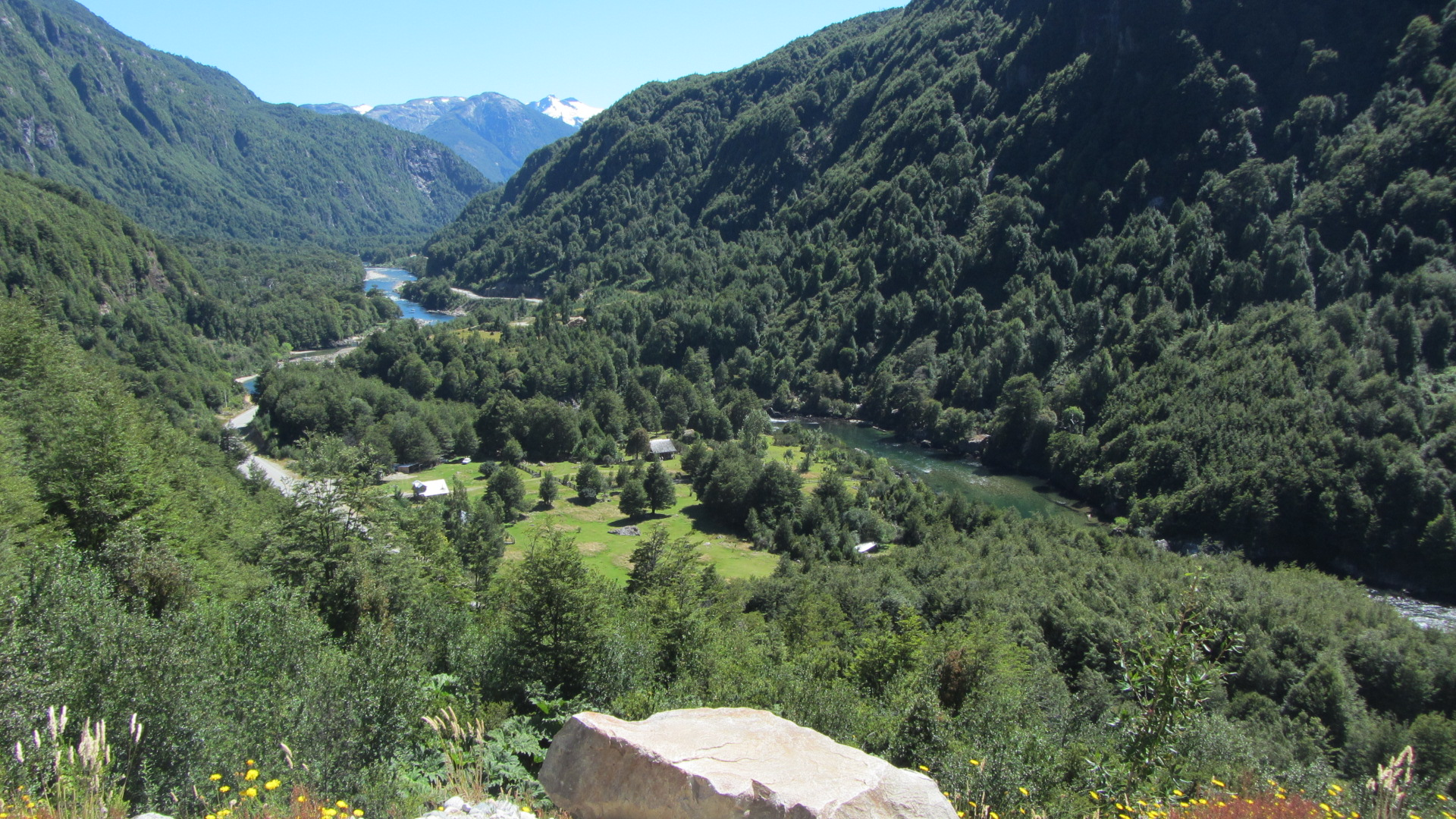
Ausblick auf den Río Cisnes
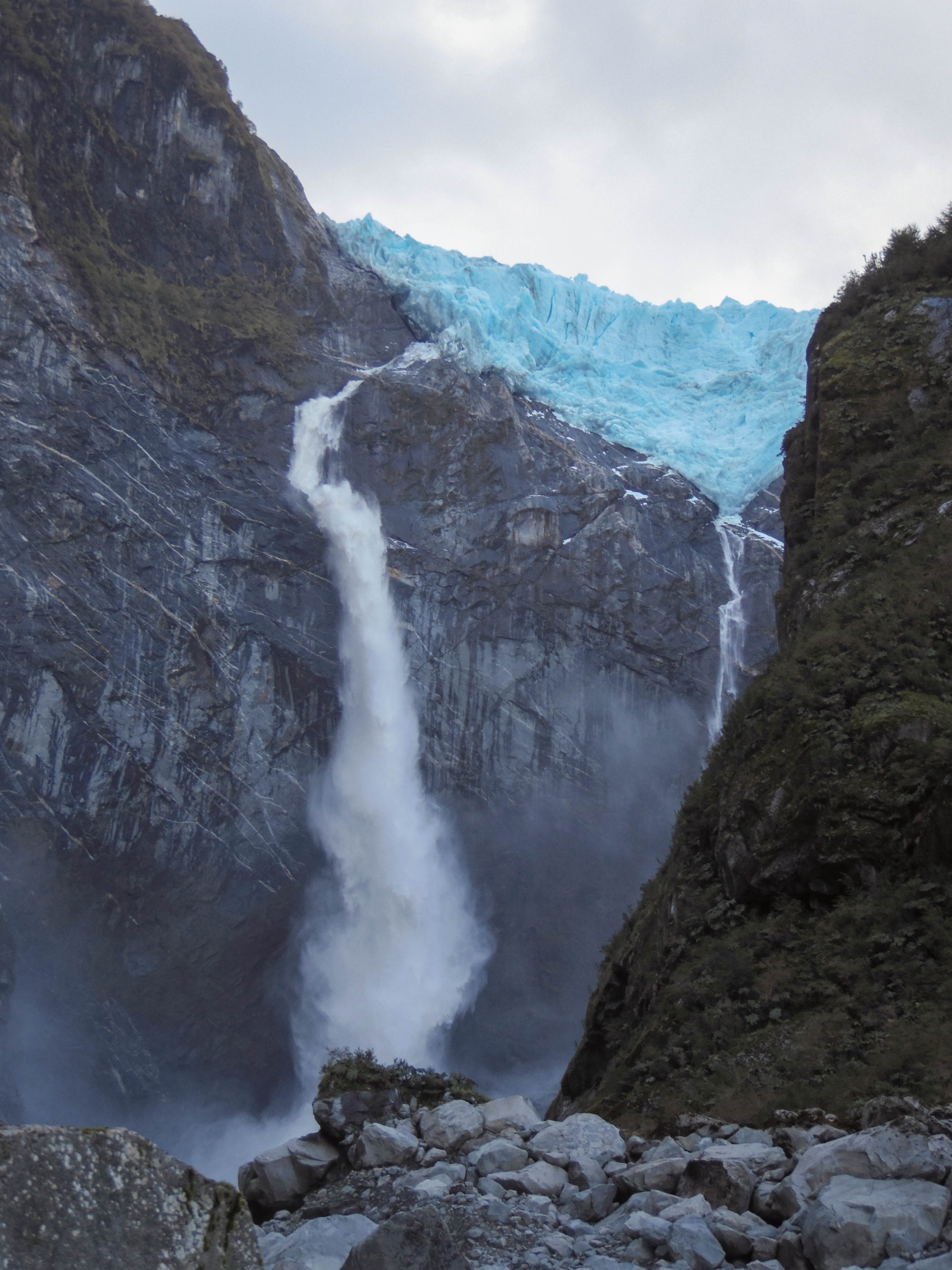
Gletscher im Parque Nacional Queulat
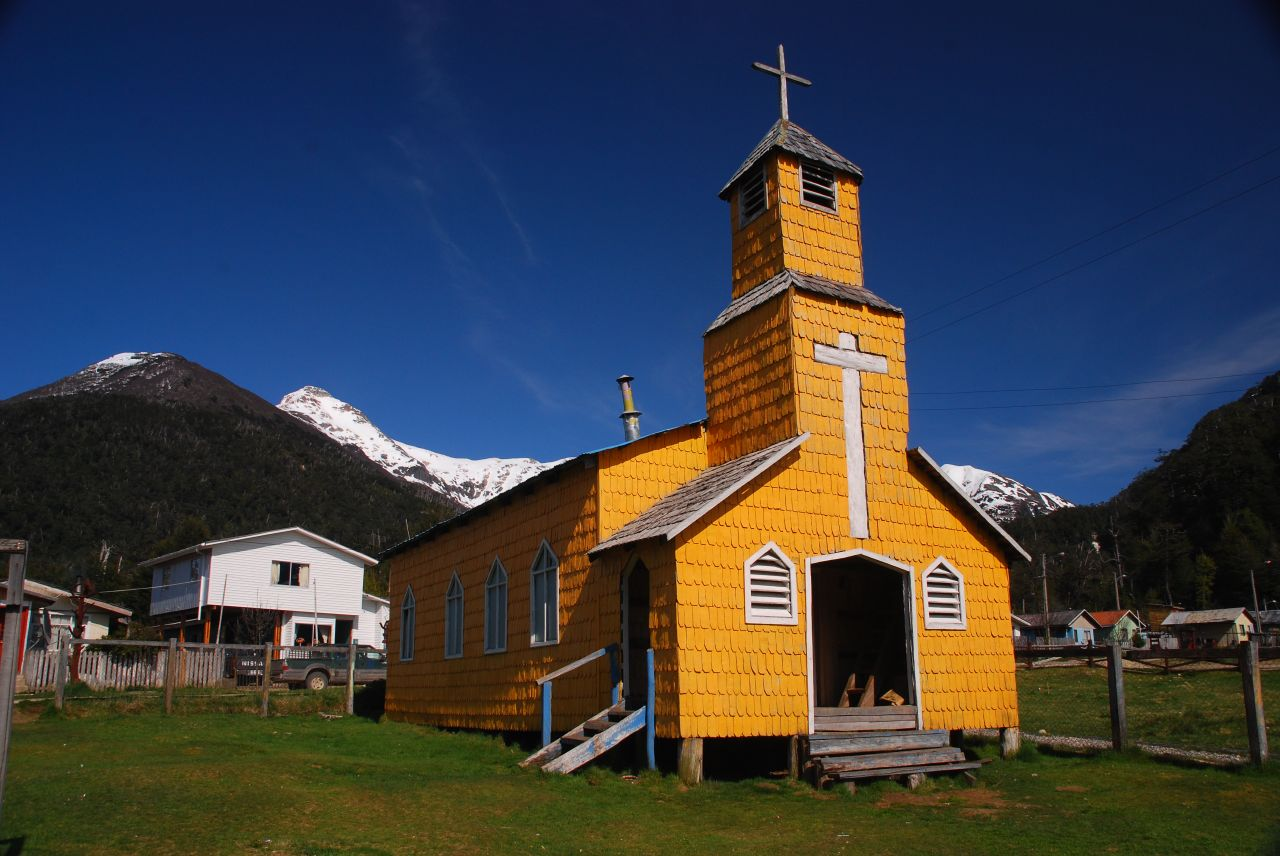
Kirche von Villa Amengual